# Johanna Welin
Johanna Welin, född 24 juni 1984 i Pajala i Sverige, är en tysk rullstolsbasketspelare. Hon vann guld vid Paralympiska sommarspelen 2012 efter att Tyskland gick obesegrade genom hela turneringen. Hon har även silver vid VM 2014.
Welin är född i Pajala men kom som femåring till Töreboda och var tidigare fotbollsspelare i Töreboda IK i division 2. Hon sysslade även med snowboard och under en tävling i Göteborg landade hon fel, skadade ryggen och fick tillbringa sex månader på sjukhus. Hon var då 20 år och hade förlorat rörelseförmågan i underkroppen.
Welin läser till läkare på Ludwig-Maximilians-Universität i München och spelar rullstolsbasket för USC München –mixade förstalaget som spelar i den högsta tyska ligan – Bundesliga.